# Liste der Monuments historiques in Brey-et-Maison-du-Bois
Die Liste der Monuments historiques in Brey-et-Maison-du-Bois führt die Monuments historiques in der französischen Gemeinde Brey-et-Maison-du-Bois auf.

## Liste der Objekte
| Bezeichnung | Beschreibung                                                                                | Standort                                        | Kennzeichnung | Schutzstatus | Datum | Bild |
| ----------- | ------------------------------------------------------------------------------------------- | ----------------------------------------------- | ------------- | ------------ | ----- | ---- |
| Glocke      | Bronze, 1663 gegossen; in der Kapelle Ste-Barbe in Maison-du-Bois deponiert                 | Le Brey, in der Kirche St-Sébastien (Lage)      | PM25000448    | Classé       | 1942  |      |
| Altar       | Altartisch, Altaraufbau und Tabernakel; Holz, farbig gefasst und vergoldet, 18. Jahrhundert | Maison-du-Bois, in der Kapelle Ste-Barbe (Lage) | PM25001943    | Inscrit      | 1981  |      |
| Altar       | Holz, farbig gefasst und vergoldet, 18. Jahrhundert                                         | Le Brey, in der Kirche St-Sébastien (Lage)      | PM25001944    | Inscrit      | 1982  |      |